# Hollywoodsko kreativno računovodstvo
Hollywoodsko kreativno računovodstvo (ang. 'Creative Hollywood accounting) je t.i. neetični standard holivudskih studijev, pri katerem manipulirajo s prenapihnjenimi izdatki in distribucijskimi pristojbinami ob koncu distribucije filma, kar vpliva na izplačilo nadomestila za honorar in licenčnin avtorstva ustvarjalcev posamičnega filma (pomeni, da ustvarjalci ne prejmejo svojega deleža izplačila pri kinematografski distribuciji ali pa prejmejo manj zaradi posledic uporabe tega standarda). Samo 5% holivudskih filmov bi naj imelo pokrite stroške in kazali na dobičkonosnost, ravno zaradi kreativnega računovodstva.

## Primer razkritja uporabe studijev Warner Bros.
Pomembno je, da se s člani ekipe dogovori o izplačilu honorarja še preden je oseba aktivno vpletena v produkcijo filma, da ne prihaja do različnih interpretacij pri razumevanju izplačila honorarja. Nasprotno lahko vodi do težkih tožb, ki so privedle do različnih škandalov, eden izmed zadnjih je, ko je na splet ušel uradni dokument studia Warner Bros., ki je prikazal to franšizno nadaljevanje Harry Potterja iz leta 2007, kot nedobičkonosnega, s kar 167 milijonov dolarjev izgube. Čeprav je samo v kinematografih ustvaril 940 milijonov dolarjev in kot poročajo - je bil produkcijski proračun filma v rangu 150 milijonov dolarjev (brez distribucijskih in marketinških stroškov), je vseeno ustvaril veliko ''izgubo''.

## Obrazložitev uporabe in škandal pri Warner Bros.
Ko studiji film ocenijo kot nedobičkonosnega zato, ker želijo čim večji delež profita zase za vsak film posebej kreirajo svoje podjetje s svojim proračunom. Ko gre film v distribucijo, vse stroške naložijo in bremenijo to isto podjetje, poleg tega pa temu istemu podjetju zaračunajo bajne nesmiselne distribucijske pristojbine samo zato, ker je studio opravil distribucijsko storitev (čeprav je bilo na koncu bremenjeno ravno tisto podjetje in studio direktno stroška sploh ni imel). Čeprav je iz davčnega vidika zadeva povsem zakonsko dovoljena in legalna, se dilema tu ne ustavi, ker s tem studiji goljufajo filmske ustvarjalce, katerim so zavezani do izplačila določenega deleža od prodaje kinovstopnic (angleško 'back-end profits' oz. 'gross profit participation'), kot honorar za opravljeno delo.

### Boljši pogoji ali višje plače
Zato se danes velikokrat zgodi, da določen filmski ustvarjalec izpogaja boljše pogoje in prejme honorar takojšnjega izplačila iz kinematografskih blagajn (angleško 'first dollar gross'), torej še preden si studio pokrije vse stroške s produkcijo, distribucijo ali marketingom, saj je ta najbolj ugodna in bo honorar posledično precej večji (npr. 2,5% ali 10, 15, 20, celo 25%).
Primer: Producent bi imel podpisano pogodbo, da prejme 10% takojšnjega izplačila od kino izkupička. Na vsakih 1.000 dolarjev bi npr. prejel 100 dolarjev, če pa bi imel podpisano pogodbo da zasluži 10% od dobička, pa najverjetneje ne bi dobil ničesar - oziroma bi prejel tudi do 80% manj. Veliko studijev zato poskuša prepričevati igralce in ključne akterje projektov, da podpišejo pogodbe za zaslužek od dobička, tam jim ponujajo tudi do 30% in več.
A po škandalu studia Warner Bros. si marsikateri igralci in vidnejši člani ekip ne želijo več deliti dobička, niti prvega dolarja, ki pride iz kinoblagajn, saj s tem tvegajo manjšo plačo. Zato v zadnjih letih osnovni proračuni in s tem plače vidnejših članov ekip - visoko rastejo. Manj pa je javnosti jasno koliko honorarja ustvarjalci prejmejo od drugih oblik distribucije in licenciranja.

### Manipulacija z oglaševalskimi stroški in obračanje istega denarja
Mediji, ki so poročali o neetičnih ravnanjih Warner Bros. so kljub temu opozorili tudi na dejstva, da morda studiji, ki si jih lastijo konglomerati ne porabijo dejanskih proračunov za oglaševanje (čeprav se kot takega predstavlja), saj si ti isti konglomerati lastijo tudi TV mreže in novičarske medije. Na koncu se torej denar, ki se porabi v oglaševalske namene dejanjsko obrne v istem (sestrskem) podjetju, a se predstavi kot strošek, ki ni upravičen in s katerim se manipulira in napihuje marketinški proračun. Tako so mnogi zagovorniki trdili, da na koncu za hollywoodsko kreativno računovodsko niso toliko krivi studiji, temveč uprave konglomeratov, ki igrajo svojo politiko, da zadovoljijo delničarje.

## Interesi Velikih šest
Mnogokrat so strukture podjetij v lasti velikih korporacij zapletene, tudi v Hollywoodu to ni nobena izjema. Spodaj so našteti največji medijski velikani, saj si posamezni konglomerati lastijo na stotine podjetij medijske industrije, naštete so zgolj največje sestrske/hčerinske družbe in divizije posameznih konglomeratov in nekaterih pomembnejših podjetij, ki si jih lastijo (našteta so zgolj nekatera): 
- The Walt Disney Company (Walt Disney Studios Motion Pictures (studijska divizija The Walt Disney Studios)) ima pod lastniškim upravljanjem vsaj naslednje medijske hiše: TV mrežo ABC (Disney-ABC Television Group) in njene spletne novičarske portale; ESPN, A+E Networks, Lifetime TV... Podjetje si lasti tudi Pixar Animation Studios, Lucasfilm Ltd., Marvel Studios, Disney Music Group (Walt Disney Records, Hollywood Records, Disney Music Publishing...), Disney Theatrical Group, Disney Studio Services, Disneynature... Disney ima zelo razvejan sistem zabaviščnih parkov in hotelov (Disney Parks & Resorts) po vsem svetu, kar mu pomaga lansirati in promovirati lastne proizvode.
- Time Warner (bivši AOL-Time Warner) (filmski studio Warner Bros. Pictures (Warner Brothers Pictures, Inc.) divizije Warner Bros. Entertainment) ima pod lastniškim upravljanjem vsaj naslednje medijske hiše: HBO, Cinemax, razvejana medija, ki spremljata NCAA in NBA. Ostali: TBS, TNT, truTV, Cartoon Network, Hulu, CNN, DC Comics, The CW TV (50%)... Pred leti so imeli še večjo medijsko moč, a so se razšli s podjetjem Time, Inc., izdajateljem najbolj popularnih revij v ZDA (npr. Time, Entertainment Weekly, People...), ki je danes povsem ločeno podjetje in posluje z istim imenom, prav tako se je podjetje razšlo z glasbenim založnikom Warner Music Group (tudi Warner/Chappell Music, Inc.). Podjetje je včasih bilo del Time Warner Cable, enim večjih telekomunikacijskih operaterjev v državi. Podjetje si lasti tudi CME, katerega hčerinsko podjetje je tudi Pro Plus d.o.o., izdajatelj Pop TV.
- Comcast (bivši lastnik General Electric (kratko GE)) (filmski studio Universal Pictures (Universal City Studios, Inc.) divizije NBCUniversal-Filmed Entertainment Group (kratko NBCUni) pod skupno divizijo NBCUniversal Media, LLC.) ima pod lastniškim upravljanjem vsaj naslednje medijske hiše: TV mreža NBC in njene spletne novičarske portale in različice, Telemundo, CNBC, MSNBC, Bravo, E!, SyFy, Universal TV, USA Network, NBC Sports Group (NBCSN, Golf Channel, NBC Sports, MLB Network, NHL Network...), Hulu (30%), Fandango (Flixster, Rotten Tomatoes)... Podjetje je prav tako tudi telekomunikacijski operater (Comcast+XFinity). Universal ima prav tako, kot Disney zabaviščne parke, a se ti ne morejo primerjati z obsegom, ki ga ima Disney. Zabaviščne parke ima Universal v Los Angelesu, v Orlandu na Floridi in na Japonskem. S 40 milijoni obiskovalcev letno so ti zabaviščni parki na tretjem mestu na seznamu najbolje obiskanih na svetu.
- 21st Century Fox (bivši News Corp., preimenovan) (filmski studio Twentieth Century Fox (Twentieth Century-Fox Film Corporation) divizije Fox Entertainment Group) ima pod lastniškim upravljanjem naslednje medijske hiše: Endemol (50%), Fox News Group (Fox Business), Fox Television Group (Fox Broadcasting Company...), FX Networks (FX, FXX, FXM, Movies! ...), Fox Sports Media Group, National Geographic Channel, Fox International Channels, Sky plc, Hulu (30%)... Studio 20th Century Fox si lasti tudi Blue Sky Studios, ki velja za konkurenta Pixarju (Disney), Sony Pictures Animation (Sony/Columbia), DreamWorks Animation (Universal) in Warner Bros. Animation Group (Warner Bros.).
- Sony (filmski studio Columbia Pictures oz. kratko Sony/Columbia, divizije Sony Pictures Motion Picture Group podjetja Sony Pictures Entertainment Inc.) ima pod lastniškim upravljanjem manj medijskih hiš, najvidnejši so StarzTV, True Channels, AXN in GSN, a ima zato podporne medijske platforme, ki jih sam proizvaja npr. Playstation, pametni telefoni Sony, televizije, računalniki, tablice ipd. Studijska divizija si lasti tudi Sony Music Entertainment (Columbia Records, Epic Records, RCA...) in Sony ATV/Music Publishing (EMI Music Publishing), pod Sony Pictures Releasing (skupine Sony Picures Motion Picture Group) si lasti tudi Tristar Pictures, Tristar Productions, Sony Pictures Classics, Screen Gems, Sony Pictures ImageWorks, Sony Pictures Animation, Sony Pictures Worldwide Acquisitions Group (Destination Films, Stage 6 Films...), Sony Pictures Home Entertainment... Sony Pictures Entertainment poleg filmske divizije ohranja kar precejšen tržni delež tudi znotraj Sony Pictures Television (in Sony Pictures Television International), ter ekskluzivno distribuira vsebine podjetja Fremantle Media.
- National Amusements, ki si lasti tako Viacom Inc. (filmski studio Paramount Pictures divizije Paramount Pictures Corporation, med drugim tudi mediji: Nickelodeon, MTV, Comedy Central, VH1, Spike TV, TV Land) in CBS Corporation (CBS Broadcasting TV mreža in vsi podporni lokalni mediji, CBS Interactive, CBS Records, CBS Sports Network, CBS Television Studios, CBS Films, Showtime Networks, Digital assets of TV Guide, The CW (50%)...). Čeprav sestrski družbi delujeta pod ločenim menedžmentom, si ju lasti isto podjetje in imata precejšnje koristi drug od drugega. Zadnje čase je govora tudi o združitvi podjetij in nakupu filmskega studia in distributerja Lionsgate. Podpredsednik Lionsgate-a Michael Burns je za CNBC izpostavil, da je sicer govora o tem, da bi Lionsgate kupilo več podjetij, med drugim Amazon, Comcast in Verizon, a je bolj naklonjen tandemu CBS Corporation/Viacom.[4] Paramount Pictures sicer ima animacijsko divizijo imenovano Paramount Animation, a vanjo ne vlaga.

## Banalni primer kreativnega računovodstva
Primer zgolj za teritorij ZDA in to samo za distribucijo iz naslova kinematografskega prikazovanja, če bi upoštevali, da se je nek studio posluževal kreativnega računovodstva. Podatki so izmišljeni in nakazujejo primerljivo situacijo vsakdanjega studijskega ravnanja na podlagi trendov spletne strani boxofficemojo.com.

### Primer
Če so skupni prihodki nekega filma iz kino blagajn znašali 100 milijonov dolarjev, na podlagi 25-milijonskega produkcijskega proračuna, bi film lahko imel profit (angleško 'to break-even'): okoli 9,2 milijona dolarjev (pred izplačili honorarjev), a zaradi kreativnega računovodstva temu ne bi bilo tako.
Kinematografsko prikazovanje v ZDA (neto; v ameriških dolarjih):
| Teden prikazovanja | Delež distributer (v %) | Delež prikazovalec (v %) | Delež skupaj (v %) | Prihodki distributer | Prihodki prikazovalec | Skupni prihodki | Kumulativa |
| ------------------ | ----------------------- | ------------------------ | ------------------ | -------------------- | --------------------- | --------------- | ---------- |
| Prvi               | 75                      | 25                       | 100                | 24                   | 8                     | 32              | -          |
| Drugi              | 60                      | 40                       | 100                | 14,4                 | 9,6                   | 24              | 56         |
| Tretji             | 50                      | 50                       | 100                | 6,5                  | 6,5                   | 13              | 69         |
| Četrti             | 50                      | 50                       | 100                | 4                    | 4                     | 8               | 77         |
| Peti               | 50                      | 50                       | 100                | 3                    | 3                     | 6               | 83         |
| Šesti              | 50                      | 50                       | 100                | 2,5                  | 2,5                   | 5               | 88         |
| Sedmi in do konca  | 40                      | 60                       | 100                | 4,8                  | 7,2                   | 12              | 100        |
| SKUPAJ             | 59,2                    | 40,8                     | 100                | 59,2                 | 40,8                  | 100             |            |

Razlaga pojmov: Distributer = Studio; Prikazovalec = Kinematograf ; Studiji se lahko pri visoko-proračunskih filmih dogovorijo, da v prvem tednu prikazovanja na distributerja odpade tudi do 90% izkupička in več (v zgornjem primeru je zgolj 75%).
Kumulativno zmanjšanje distributerja (neto):
| Zmanjševanje                          | Zmanjšanje | Kumulativna celota (v mio. $) |
| ------------------------------------- | ---------- | ----------------------------- |
| Prvi celotni delež distributerja      | 50%        | 59,2                          |
| Proračunski stroški                   | 25         | 34,2                          |
| Distribucijski in marketinški stroški | 25         | 9,2                           |
| Produkcijska studijska pristojbina    | 15%        | 5,45                          |
| Distribucijske pristojbine            | 30%        | -12.31                        |
| Marketinške pristojbine               | 15%        | -16,06                        |
| FINANČNO STANJE                       | -          | -16,06                        |

Studio bo najprej od 59,2 milijona dolarjev prihodka odštel produkcijski proračun 25 mio. dolarjev, nato stroške distribucije in marketinga, ki so navadno vredni tolikor kot osnovni proračun, torej odštejemo dodatnih 25 milijonov, nato pa novo kreiranemu podjetju zaračunajo še različne pristojbine v vrednosti 50% ali več v vrednosti stroška distribucije (navadno so ti še višji), produkcijsko pristojbino pa odštejemo iz vrednosti osnovnega produkcijskega proračuna. Ker je zdaj film 16,06 milijona dolarjev v rdečih številkah, tako ustvarjalci ne morejo pričakovati izplačila honorarja. Podjetje studio ob tem zapre in vse ''dolgove'' (če jih ima in jih tako prikaže do svojih sestrskih podjetij) in nosilne pravice prenese na matično podjetje nekega konglomerata, npr. Warner Bros. Entertainment na Time Warner.
Upoštevati je potrebno tudi, da veliko studijev ne financira filmov samostojno, kar pomeni še večjo ''izgubo'' za studio in še manjšo možnost za izplačilo honorarjev, v kolikor so ustvarjalci dogovorjeni, da prejmejo nadomestilo od dobička.